# Зайн (река)
Зайн (нем. Sayn) известная также как Зайнбах (нем. Saynbach) — река в Германии, в федеральной земле Рейнланд-Пфальц. Общая длина реки — около 42,7 км, площадь бассейна — 222,348 км².

## География
Река протекает исключительно по территории федеральной земли Рейнланд-Пфальц. Исток Зайна расположен между селами Вёльферлинген, Беллинген и Лангенхан на высоте примерно 450 м над уровнем моря. В нижнем течении река образует границу природного парка Рейн — Вестервальд, а также протекает по территории природоохранного региона Хюттенвайлер. В этой части Зайн образует несколько прудов, которые уже на рубеже XIX и XX века были поставлены по защиту правительством Пруссии.

## Транспорт
Раз в год (обычно в июле) долина Зайна на участке Зельтерс — Изенбург — Бендорф-Зайн закрывается для моторизированного транспорта и используется только велосипедистами.

## Города
Крупнейшие поселения на Зайне (по течению реки):
- Максзайн
- Зельтерс
- Дезен
- Брайтенау
- Изенбург
- Бендорф